# Азизов, Зайирбек Госенович
Зайирбек (Зайирбег) Госенович Азизов (род. 22 декабря 1986) — российский самбист, призёр чемпионата России по самбо, мастер спорта России. Выступал в первой полусредней весовой категории (до 68 кг). Его наставниками были Сергей Лаповок и Николай Медведев. Выпускник Санкт-Петербургского государственного университета физической культуры имени П. Ф. Лесгафта. Тренер по самбо. Представитель Нижегородской общественной организации «Национально-культурный центр народов Дагестана» в Кстовском районе.

## Спортивные результаты
- Чемпионат России по самбо 2009 года — ;